# Флаг Войковского района
Флаг внутригородского муниципального образования Во́йковское в Северном административном округе города Москвы Российской Федерации.
Флаг утверждён 11 декабря 2003 года и внесён в Геральдический реестр города Москвы.

## Описание
«Флаг муниципального образования Войковское представляет собой двустороннее, прямоугольное полотнище с соотношением сторон 2:3.
Полотнище флага разделено на четыре части белым диагональным крестом, ширина концов которого равна 1/15 длины (1/10 ширины) полотнища.
В верхней голубой части помещено изображение белого, плывущего к древку лебедя, габаритные размеры которого составляют 1/6 длины и 3/16 ширины полотнища. Центр изображения находится на равном удалении от боковых краёв полотнища и на расстоянии 3/16 от ширины полотнища верхнего края полотнища.
В боковых зелёных частях помещены изображения двух жёлтых сосен. Габаритные размеры каждого изображения составляют 5/24 длины и 1/4 ширины полотнища. Центр каждого изображения находится на расстоянии 1/6 длины полотнища от ближайшего бокового края полотнища и на равном удалении от верхнего и нижнего края полотнища.
В нижней красной, мурованной жёлтыми швами части, помещено параллельно древку изображение белого молота, габаритные размеры которого составляют 1/10 длины и 3/16 ширины полотнища. Центр изображения равноудалён от боковых краёв полотнища и находится на расстоянии 3/16 ширины полотнища от нижнего края полотнища».

## Обоснование символики
Белый диагональный крест символизирует две транспортные магистрали — окружную железную дорогу и автомобильное шоссе.
Голубая часть полотнища символизирует речку Химку, водохранилище, родники, пруды.
Белый лебедь — гласный символ одноимённых микрорайона, родника, санатория.
Жёлтые сосны в зелёных частях полотнища указывают на произраставшие здесь в прошлом корабельные сосны.
Красная, мурованное жёлтыми швами, часть полотнища (кирпичная стена) символизирует память о кирпичных заводах, одних из старейших в столице.
Белый молот символизирует давнее развитие промышленных производств на территории муниципального образования: Московского машиностроительного завода Авангард, Чугунолитейного завода имени П. Л. Войкова, завода порошковой металлургии, завода шлифовальных инструментов.